# 實乃里Scramble!
《實乃里Scramble!》是由所做的日本漫畫。2007年至2008年發表於芳文社雜誌《Manga Time Kirara Forward》，1本單行本於2008年2月發售。動畫由ufotable製作，並於2010年10月9日在德島縣舉行的「眉山山頂秋Festa X Machi Asobi Vol.4」中募集配音員。

## 故事
一名身為企鵝研究者的父親為了不讓女兒珠希因從小被企鵝包圍而繼續討厭企鵝，於是製作企鵝型機器人實乃里，並與珠希過起快樂的生活。

## 登場人物
實乃里（配音員：阿久津加菜）
企鵝型機器人。
掛川珠希（配音員：五十嵐裕美）
因受到身為企鵝研究者的父親影響而討厭企鵝的女孩。
晃（配音員：高井舞香）
實乃里的朋友。
八木山幸
珠希的父親（配音員：小形滿）
珠希的母親（配音員：坂本真绫）
會長（配音員：星野充昭）
副會長（配音員：近藤隆）
魚茂（配音員：坂卷學）
荞麦面店老板（配音員：菊本平）
粗点心店的老奶奶（配音員：中嶋佳葉）

## 單行本
| 冊數 | 芳文社       | 芳文社                 | 尚禾文化       | 尚禾文化             |
| 冊數 | 發售日期     | ISBN                   | 發售日期       | EAN                  |
| ---- | ------------ | ---------------------- | -------------- | -------------------- |
| 1    | 2008年2月1日 | ISBN 978-4-8322-7684-0 | 2008年10月24日 | EAN 471-1436-56930-1 |

## 動畫
為「動畫文庫（アニメ文庫）」企劃作品。DVD和藍光光碟於2012年2月15日發售。

### 製作人員
- 原作：
- 導演：野中卓也
- 劇本：平松正樹
- 分鏡・演出：野中卓也
- 作畫導演：茂木貴之、永森雅人
- 美術導演：海老澤一男
- 色彩設計：千崎美賀子
- 攝影導演：吉川冴
- 音樂：
- 編集：神野學
- 音響導演：本山哲
- 動畫製作：ufotable
- 製作：Aniplex、ufotable、KLOCKWORX

### 主題歌
片頭曲
作詞：逢瀨祭 / 作曲：三澤康廣 / 編曲：山崎真吾 / 歌：阿久津加菜、五十嵐裕美、高井舞香
片尾曲
作詞：逢瀨祭 / 作曲：三澤康廣 / 編曲：nana@Sevencolors / 音樂製作人：三澤康廣 / 歌：阿久津加菜、五十嵐裕美、高井舞香